# David Owe
David de Coninck Owe (ur. 2 grudnia 1977 w Frederiksberg) – duński aktor i kaskader, na arenie międzynarodowej jest najbardziej znany z udziału w uhonorowanym nagrodą Emmy serialu Orzeł (Ørnen: En krimi-odyssé, 2004-2006).

## Życiorys
Urodził się  w Frederiksberg, w dzielnicy Kopenhagi jako jedyny syn pary aktorskiej Marie Louise Coninck i Baarda Owe. Ma dwie starsze siostry bliźniaczki – Anję i Rebekkę (ur. 24 sierpnia 1962).
Mając jedenaście lat był szkolnym kaskaderem. W 2003 roku ukończył Statens Teaterskole. W 2006 roku zrealizował album Tomorrow.
8 lipca 2006 poślubił Marie Askehave.

## Filmografia

### Filmy fabularne
- 2000: Czarny, biały i  (Sort, hvid & grå) jako Slagsbror #1
- 2003: Baby jako Håndlanger
- 2005: Jackpot jako Pusher
- 2006: Artur i Minimki (Arthur et les Minimoys) jako Mino (dubbing)
- 2006: Auta (Cars) jako Lynet McQueen (dubbing)
- 2007: Zaginiony skarb templariuszy II (Tempelriddernes skat II) jako Sven
- 2007: Następne kroki (Næste skridt) jako Dennis

### Seriale TV
- 2003: Obrona (Forsvar) jako Pede
- 2004: Obrona (Forsvar) jako Pede
- 2004-2006: Orzeł (Ørnen) jako Michael Kristensen
- 2007-2009: 2900 radości (2900 Happiness) jako Kevin
- 2008: Maj i Charlie (Maj & Charlie) jako Mads
- 2013: Kobra – oddział specjalny – odc.: Iluzjonista (Der Mentalist) jako Oliver Quinn